# Карбери, Джоуи
Джозеф «Джоуи» Карбери (англ. Joseph Carbery, родился 1 ноября 1995 года в Даргавилле) — ирландский регбист, выступающий на позиции флай-хава и фулбэка за клуб «Манстер» в Про14 и сборную Ирландии.

## Ранние годы
Джозеф Карбери родился 1 ноября 1995 года в новозеландском городе Даргавилл. Мать — уроженка города Атай (графство Килдэр). Отец родом из того же города, но в возрасте двух лет с родителями уехал жить в Новую Зеландию. На историческую родину Джоуи вернулся в возрасте 11 лет. Он посещал школу Троицы (ирл. Árdscoil na Tríonóide) в Атай, последний учебный год провёл в колледже Блэкрок: в составе команды он завоевал кубок старшеклассников Ленстера 2014 года.

## Клубная карьера

### Ленстер
Дебютную игру за «Ленстер» Карбери провёл 18 марта 2016 года в рамках чемпионата Про12 против «Глазго Уорриорз», выйдя на замену (поражение 12:6)
. 2 сентября он вышел в стартовом составе на позиции флай-хава на матч открытия нового сезона Про12 против итальянского «Бенеттона» и занёс две попытки, принеся победу 20:8. 1 апреля 2017 года он получил приз лучшего игрока матча: на позиции фулбэка он отыграл встречу против «Уоспс», проходившую в рамках четвертьфинала 2016/2017 и завершившуюся победой ленстерцев 32:17, а по итогам сезона стал лучшим молодым игроком в составе клуба и во всём турнире. В мае 2018 года он сыграл в финалах Про14 и Кубка европейских чемпионов, будучи заявленным в запас команды; клуб выиграл оба титула и стал первой «кельтской» командой, добившегося этого успеха.

### Манстер
В мае 2018 года после многочисленных слухов было объявлено, что Карбери перейдет в стан принципиальных противников «Ленстера» — «Манстер», заключив контракт на два года, действующий с сезона 2018/2019. Дебют за «красных» состоялся 1 сентября 2018 года, когда Карбери вышел на замену в матче открытия Про14 против южноафриканского «Читаз» на стадионе «Томонд Парк», а его клуб победил 38:0. Первый матч в стартовом составе он провёл 14 сентября против валлийского «Оспрейз» на стадионе «Айриш Индепендент Парк», занеся свою первую попытку и пробив успешно пять реализаций, что принесло победу 49:13.
29 сентября 2018 года Карбери получил приз лучшего игрока встречи, набрав 18 очков в матче против «Ольстера» на «Томонд Парк» (победа 64:7), а по итогам всего сезона эту попытку «Манстера» признали лучшей попыткой клуба. Свою дебютную игру в еврокубках за «Манстер» он провёл 13 октября: это была ничья в Кубке европейских чемпионов против «Эксетер Чифс» на стадионе «Сэнди Парк» (10:10), а сам он набрал 5 очков благодаря реализации и штрафному. Неделю спустя в игре против «Глостера» он занёс попытку, пробил четыре реализации и забил штрафной, заполучив приз лучшего игрока матча и принеся победу со счётом 36:22.
29 декабря 2018 года Карбери набрал 14 очков в матче против «Ленстера», забив четыре штрафных и проведя одну реализацию: это принесло победу 26:17 «Манстеру». 5 января 2019 года в игре против «Коннахта» он набрал 16 очков за счёт попытки, четырёх реализаций и штрафного, тем самым он помог победить клубу 31:24. 11 января в 5-м туре группового этапа в гостевой встрече против «Глостера» Карбери набрал уже 26 очков (две попытки, пять реализаций, три штрафных), что принесло его клубу победу 41:15, а ему очередной приз лучшего игрока матча. 19 января в 6-м туре группового этапа он со штрафных набрал все 9 очков «Манстера» в игре против «Эксетер Чифс»: «Манстер» тем самым вышел в 18-й раз в своей истории в плей-офф Кубка европейских чемпионов.
В марте 2019 года Карбери продлил соглашение с клубом ещё на два года, до июня 2022 года. В связи с травмой лодыжки, полученной во время игр за сборную Ирландии на чемпионате мира в Японии, он пропустил ряд матчей за клуб, вернувшись 28 декабря 2019 года в игре против «Ленстера» (9-й тур Про14) и выйдя на замену в матче (поражение 6:13). 3 января 2020 года в игре против «Ольстера» он отыграл все 80 минут (поражение 17:38), а позже у него диагностировали рецидив травмы кисти, потребовавший хирургического вмешательства. В ходе реабилитации ему решили прооперировать лодыжку, которую он повредил на чемпионате мира, в связи с рецидивом травмы. Вследствие этого он пропустил остаток сезона 2019/2020 и вынужден был проходить реабилитацию в дни планового начала Про14 2020/2021.

## Карьера в сборной
5 ноября 2016 года Карбери дебютировал в составе сборной Ирландии в Чикаго на стадионе «Солджер Филд» матчем против Новой Зеландии, выйдя на 59-й минуте: ирландцы впервые переиграли в своей истории «Олл Блэкс», добившись победы со счётом 40:29. В составе сборной Ирландии он выиграл Большой шлем Кубка шести наций 2018 года, а в июне того же года принял участие в первой игре серии тест-матчей против Австралии и вошёл в заявку на второй матч как запасной (победа в серии 2:1). Осенью того же года Карбери принял участие в победных матчах против Италии, США (в стартовом составе), Аргентины и Новой Зеландии (вышел на замену).
В 2019 году Карбери сыграл два матча за Ирландию на Кубке шести наций, выйдя на замену в первом матче против Англии 2 февраля (поражение 20:32) и заменив через неделю Джонатана Секстона в первом тайме игры против Шотландии (победа 22:13). Из-за травмы подколенного сухожилия он уступил в дальнейших матчах место Джеку Карти из «Коннахта». Накануне чемпионата мира в Японии Карбери попал в финальную заявку, сыграв контрольный матч против Италии, однако из-за травмы лодыжки пропустил остальные этапы подготовки. Дебютный матч на Кубке мира он провёл 28 сентября, когда ирландцы сенсационно проиграли хозяевам 12:19. В игре против России (победа 35:0) он в заявку не попал, а в матче против Самоа (победа 47:5) забил две реализации. В четвертьфинале его команда проиграла новозеландцам 14:46.
Из-за травмы кисти, полученной в игре против «Коннахта», и не залеченной до конца травмы лодыжки Карбери пропустил и Кубок шести наций 2020, и в итоге не состоявшееся турне сборной Ирландии по Австралии, намеченное на июль 2020 года.

## Статистика

### Матчи против сборных
Данные по состоянию на 19 октября 2019 года.
| Противник      | Игры | Победы | Поражения | Ничьи | Попытки | Очки | Процент побед |
| -------------- | ---- | ------ | --------- | ----- | ------- | ---- | ------------- |
| Аргентина      | 1    | 1      | 0         | 0     | 0       | 0    | 100           |
| Австралия      | 3    | 2      | 1         | 0     | 0       | 9    | 66.67         |
| Канада         | 1    | 1      | 0         | 0     | 0       | 0    | 100           |
| Англия         | 2    | 1      | 1         | 0     | 0       | 2    | 50            |
| Фиджи          | 1    | 1      | 0         | 0     | 0       | 2    | 100           |
| Италия         | 3    | 3      | 0         | 0     | 1       | 25   | 100           |
| Япония         | 1    | 0      | 1         | 0     | 0       | 0    | 0             |
| Новая Зеландия | 3    | 2      | 1         | 0     | 0       | 4    | 66.67         |
| Самоа          | 1    | 1      | 0         | 0     | 0       | 4    | 100           |
| Шотландия      | 2    | 2      | 0         | 0     | 0       | 5    | 100           |
| ЮАР            | 1    | 1      | 0         | 0     | 0       | 4    | 100           |
| США            | 2    | 2      | 0         | 0     | 0       | 21   | 100           |
| Уэльс          | 1    | 1      | 0         | 0     | 0       | 2    | 100           |
| Итого          | 22   | 18     | 4         | 0     | 1       | 78   | 81.82         |

## Достижения

### Блэкрок Колледж
- Чемпион Ленстера среди старшеклассников[англ.]: 2014

### Клонтарф
- Всеирландский чемпион (дивизион 1A): 2015/2016

### Ленстер
- Победитель Кубка европейских чемпионов: 2017/2018
- Чемпион Про14: 2017/2018[англ.]

### Сборная Ирландии
- Победитель Кубка шести наций: 2018
  - Обладатель Большого шлема: 2018
  - Обладатель Тройной короны: 2018, 2022

### Личные
- Лучший молодой игрок Про14: 2016/2017[англ.][48]
- Лучший молодой игрок «Ленстера»: 2016/2017[49]